# Trattato di Amiens (1802)
Il trattato di Amiens fu firmato il 25 marzo 1802 (4 germinale dell'anno X del calendario rivoluzionario francese) tra Giuseppe Bonaparte e Lord Cornwallis sotto il nome di "trattato di pace definitivo" tra la Francia e il Regno Unito. Secondo l'accordo, la Gran Bretagna avrebbe riconosciuto come legittima la Repubblica francese.
Insieme al trattato di Lunéville del 1801, il trattato di Amiens segnò lo scioglimento della Seconda coalizione.
Il conflitto si era svolto inizialmente a favore della Coalizione, con le sconfitte subite in Europa dall'esercito francese (periodo in cui Napoleone Bonaparte si trovava in Egitto). Dopo le vittorie francesi a Marengo (1800) ed a Hohenlinden, l'Austria, la Russia e il Regno di Napoli e Sicilia aprirono trattative per stipulare una tregua.
La vittoria di Lord Nelson nella battaglia di Copenaghen il (2 aprile 1801) annientò di fatto la Lega dei neutri e con essa anche le ambizioni napoleoniche di costringere la Gran Bretagna ad una possibile resa, inducendo così ad un cessate il fuoco e ad una conseguente ripresa dei negoziati. Il trattato fu reso possibile dalle dimissioni di William Pitt e dall'elezione al suo posto di Henry Addington, I visconte Sidmouth. I negoziatori britannici furono guidati da Robert Banks Jenkinson, II conte di Liverpool.
Il trattato, oltre a confermare la "pace, la fratellanza e la comprensione" tra le parti, stabilì anche la reciproca restituzione dei prigionieri e degli ostaggi. Il Regno Unito rinunciò alla Colonia del Capo (occupata dopo l'invasione del Pichegru, nel gennaio 1795, all'epoca della Convenzione Nazionale, che segnarono la fine della Repubblica delle Sette Province Unite) e a gran parte delle Indie Orientali Olandesi, rese alla Repubblica Batava e si ritirò dall'Egitto. Trattenne, però, le colonie spagnole di Trinidad e Tobago e olandesi di Ceylon. La Francia si ritirò dallo Stato Pontificio e delimitò i confini della Guyana francese. Malta, Gozo e Comino invece, secondo il trattato, dovevano essere restituite all'Ordine di San Giovanni di Gerusalemme: si vedrà in seguito che così non fu: le isole divennero un protettorato inglese e i cavalieri dovettero trovare un'altra sede.

## La rottura della pace
Tuttavia in Inghilterra sorsero sempre più crescenti obiezioni riguardo alla natura del trattato. Si affermava, infatti, che tutte le concessioni fossero state fatte solo dal Regno Unito. Oltre a ciò, Bonaparte aveva spudoratamente interferito nelle già falsate elezioni nella Repubblica Batava, facendosi anche eleggere Presidente della Repubblica Italiana; aveva inoltre inviato truppe in Svizzera, violando così i precedenti accordi. Ulteriori dispute sorsero quando un'armata francese sbarcò nell'isola caraibica di Santo Domingo, ripristinando la schiavitù e debellando con la violenza i movimenti indipendentisti. In reazione a ciò il governo britannico si rifiutò a sua volta di rispettare alcuni termini del trattato, come il ritiro della propria presenza militare da Malta. Nonostante gli accorati appelli del Ministro degli Esteri francese Talleyrand, uno degli artefici del trattato di pace, Bonaparte si rifiutò di rispettare ulteriormente le clausole del trattato, soprattutto perché aveva intenzione di conquistare nuovamente l'Egitto.
Come ulteriore conseguenza, Addington rafforzò la Marina da guerra britannica, imponendo un blocco navale ai porti francesi. Sebbene da parte francese si affermasse che gli inglesi avessero affondato tutte le navi francesi nei porti britannici, non esiste prova alcuna di una simile tesi. Napoleone certamente diede credito alla notizia, o forse fu proprio lui ad inventarla di sana pianta. Egli disse infatti che sei navi francesi erano state affondate in alto mare, sebbene il nome di queste navi e dei loro comandanti non sia mai stato rivelato. Come rappresaglia, nell'anno II del Calendario Rivoluzionario (22 maggio 1803), Bonaparte, in qualità di Primo Console, ordinò l'arresto immediato di tutti i cittadini britannici presenti in Francia. Si trattò di un atto la cui illegalità venne denunciata da tutte le potenze del tempo.
I detenuti erano tutti gli uomini tra i 18 ed i 60 anni d'età. Napoleone proclamò alla stampa che gli ostaggi britannici ammontavano a 10.000 unità, ma documenti francesi compilati a Parigi alcuni mesi dopo gli arresti parlano di 1.181 arresti. Fu soltanto dopo l'abdicazione di Napoleone, nel 1814, che questi ostaggi poterono tornare in patria. Addington non si dimostrò un abile Ministro della Guerra e il 10 maggio 1804 fu sostituito da William Pitt, che diede vita alla Terza coalizione. Pitt fu in seguito accusato di essere responsabile dell'attentato a Bonaparte (perpetrato da Cadoudal e Pichegru).

## Toponomastica
Una strada di Dublino prese il suo nome dal trattato. I Dublinesi chiamano la strada ay-me-ens street, ma ancora mantengono la corretta pronuncia della città francese.